# Antipode (radio)
Pour les articles homonymes, voir Antipode.
Antipode est une station de radio belge essentiellement présente dans la province du Brabant wallon.
Cette radio est indépendante de tout soutien politique, institutionnel ou commercial. L'une des sources de financement est publicitaire. Le public visé par la radio est constitué des habitants de Louvain-La-Neuve, mais aussi des habitants du Brabant wallon.

## Historique
Antipode a été créée en 1985 par Étienne Baffrey et Goéric Timmermans, originaires de Louvain (Leuven). Ils avaient pour objectif de créer une radio régionale privée ancrée dans le Brabant wallon.
Le 31 janvier 2007, soit 7 jours après la disparition de BXL, Antipode s'installe à Bruxelles. Durant la saga du plan fréquences (FM2008), elle perd sa fréquence bruxelloise et reprend son statut de radio provinciale du Brabant wallon.
En juin 2008, Antipode est désignée par le CSA comme radio provinciale pour la couverture du Brabant wallon.
En 2009, Antipode se modernise d'un nouvel habillage d'antenne, en changeant son logo et en se dotant d'un slogan.

## Identité visuelle

Logo avant 2009

## Organisation
Depuis sa création Antipode est organisée sur une base participative. C'est-à-dire que les animateurs, journalistes et autres collaborateurs de la radio proposent des projets qui s'inscrivent, en fonction des périodes, dans la politique de programmes de la station.

## Diffusion
Par la modulation de fréquence (FM), la radio Antipode peut être entendue dans toute la province du Brabant wallon, et en particulier à Wavre, Louvain-la-Neuve, Nivelles, Waterloo, Braine-l'Alleud, Perwez, Incourt, Tubize, Beauvechain, Jodoigne et Rixensart.